# LRRC10
LRRC10 (англ. Leucine rich repeat containing 10) – білок, який кодується однойменним геном, розташованим у людей на 12-й хромосомі. Довжина поліпептидного ланцюга білка становить 277 амінокислот, а молекулярна маса — 31 642.
| 10         |  | 20         |  | 30         |  | 40         |  | 50         |
| ---------- |  | ---------- |  | ---------- |  | ---------- |  | ---------- |
| MGNTIRALVA |  | FIPADRCQNY |  | VVRDLREMPL |  | DKMVDLSGSQ |  | LRRFPLHVCS |
| FRELVKLYLS |  | DNHLNSLPPE |  | LGQLQNLQIL |  | ALDFNNFKAL |  | PQVVCTLKQL |
| CILYLGNNKL |  | CDLPSELSLL |  | QNLRTLWIEA |  | NCLTQLPDVV |  | CELSLLKTLH |
| AGSNALRLLP |  | GQLRRLQELR |  | TIWLSGNRLT |  | DFPTVLLHMP |  | FLEVIDVDWN |
| SIRYFPSLAH |  | LSSLKLVIYD |  | HNPCRNAPKV |  | AKGVRRVGRW |  | AEETPEPDPR |
| KARRYALVRE |  | ESQELQAPVP |  | LLPPTNS    |  |            |  |            |

A: Аланін

C: Цистеїн

D: Аспарагінова кислота

E: Глутамінова кислота

F: Фенілаланін

G: Гліцин

H: Гістидин

I: Ізолейцин

K: Лізин

L: Лейцин

M: Метіонін

N: Аспарагін

P: Пролін

Q: Глутамін

R: Аргінін

S: Серин

T: Треонін

V: Валін

W: Триптофан

Локалізований у ядрі.